# Новоустиновка
Новоусти́новка (рос. Новоустиновка, башк. Яңы Устиновка) — присілок у складі Архангельського району Башкортостану, Росія. Входить до складу Архангельської сільської ради.
Населення — 159 осіб (2010; 268 в 2002).
Національний склад:
- росіяни — 49 %
- башкири — 44 %